# Елса (Дизни)
Краљица Елса од Аренделa је измишљени лик из анимираног филма Залеђено краљевство из 2013. године, што је 53. анимирани филм компаније Волт Дизни. Глас јој је у оригиналу позајмила бродвејска глумица и певачица Идина Мензел. У српској синхронизацији, глас јој је позајмила глумица Јелена Гавриловић.
Креирана од стране редитеља Криса Бака и Џенифер Ли, Елса је широко базирана на насловном лику бајке „Снежна краљица”, данског аутора Ханса Кристијана Андерсена. У Дизнијевој филмској преради, она је представљена као 24-годишња принцеза у измишљеном скандинавском краљевству Арендел, наследница престола и старија сестра принцезе Ане (Кристен Бел; у српској синх. Андријана Оливерић). Елса има магичну способност да ствара и манипулише снегом и ледом. Она нехотице шаље Арендел у вечну зиму, након свог крунисања. Кроз филм она се прво бори контролисањем и прекривањем својих способности, а затим са ослобађањем од страха од ненамерног наношења штете другима, посебно њеној млађој сестри.
Снежна краљица, неутрална, али хладнокрвна у оригиналној бајци и зликовац у бројним адаптацијама лика, било је тешко прилагодити филму због њеног транспарентног приказа. Неколико филмских продуцената, укључујући и Волта Дизнија, покушало је да ради на лику, а одређен број филмских прерада је отказан јер нису могли да разумеју лик. Бак и његова ко-редитељка Џенифер Ли на крају су решили дилему, приказујући Елсу и Ану као сестре. Колико год је Анина борба спољашња, Елсина је унутрашња. То је довело до тога да је Елса постепено написана као симпатични, неразумљиви лик.
Елса је углавном добила позитиван пријем код публике, који су похвалили њену комплексну карактеризацију и рањивост. Мензел је такође опште хваљена због своје вокалне изведбе, поготово у песми „Сад је крај”.

## Развој

### Порекло и концепт
Волт Дизни је још 1937. године покушао да прилагоди бајку Ханса Кристијана Андерсена „Снежна краљица” у филм. Прича се вртела око два детета, једно се звало Герда и послужила је као основа за принцезу Ану, а другом је било име Кај који је био „проклет негативношћу” након што му је комадић зачараног огледала упао у око, а касније га је отела Снежна краљица. Међутим, Дизни се борио са стварањем веродостојне, вишедимензионалне адаптације насловног лика бајке, који је требало да буде негативац. У причи је описана као „жена обучена у хаљине од беле газе, које су личиле на милионе звезданих пахуљица повезаних заједно. Била је привлачна и лепа, али направљена од леда — блиставог и сјајног леда. Ипак је била жива и очи су јој блистале попут сјајних звезда, али није било мира ни одмора у њиховом погледу.” Дизни није био у стању да пронађе начин да учини Снежну краљицу стварнијом и на крају напустио планове за филм.
Неколико продуцената је касније уложило напоре у пројекат, укључујући Пола и Гејтан Бризија, Дика Зондага, Глен Кин и Дејва Гоца. Године 2011, режисер Крис Бак почео је да ради на још једном покушају адаптације, али се такође суочио са изазовом лика Снежне краљице. Продуцент Питер дел Веко објаснио је да је то првенствено зато што није хумана и превише изолована, без личних односа. Као резултат тога, нису могли да објасне њене мотиве. Након што је предложено неколико промена, неко из тима за писање је предложио да Снежна краљица буде Анина сестра. „Када смо схватили да би ти ликови могли бити сестре и имати везу, све се променило”, поновио је Дел Веко.
Снежна краљица, сад названа Елса, наставила је да се гради као зликовац, а Дизни је објавио следећи синопсис Залеђеног краљевства у мају 2013. године:
Када Ану проклиње њена отуђена сестра, хладнокрвна Снежна краљица, Анина једина нада за уклањање клетве је да преживи опасно, али узбудљиво путовање леденим и неумољивим пејзажом. Уз смотаног, авантуре жељног мушкарца, његовог ирваса и несрећног Снешка Белића, Ана се мора борити против времена, победити елементе и борити се са војском претећих снежних људи уколико се икада нада да ће растопити своје замрзнуто срце.
Ранији рукописи су укључивали више зликовачких дела Елсе, попут намерног проклињања Арендела на вечну зиму. Поред тога, приказано је да ствара армију Снешка Белића сличну армији снежних пахуљица оригиналне Снежне краљице. Комични лик Олаф је у то време написан као мањи Снешко Белић којег је Елса избацила јер није био довољно страшан. У року од два месеца, сценарио је измењен како би се нагласио њен недостатак контроле над својим моћима. Олаф је сведен на јединог Снешка Белића ког је створила Елса, а он служи као подсетник на пријатељство сестара у детињству. У коначној верзији, Елса ствара јединствено дивовско снежно створење којем Олаф даје надимак „Маршмелоу”, које се понаша као чувар након што је називају чудовиштем због њених моћи. Према редитељки Џенифер Ли, лик је на крају постао више мешавина Каја и Снежне краљице, појачавајући њен све симпатичнији лик. Дел Вико је додао: „Има случајева када Елса ради злобне ствари, али зато што разумете одакле долази, из жеље да се одбрани, увек се можете саосећати са њом.”

### Глас
Ева Бела и Спенсер Гејнус су изабране да тумаче Елсу као мало дете и као тинејџерку. Глумица и певачица Меган Мулали је првобитно изабрана као глас одрасле Елсе, али ју је заменила Идина Мензел, глумица и певачица са Бродвеја, најпознатија по улози Елфабе у мјузиклу Злобна. Мензел је већ познавала Кристен Бел, глас Ане и претходно је била на аудицији за главни лик Дизнијевог филма Златокоса и разбојник из 2010. године. Није добила улогу, али редитељка кастинга је снимила њено певање и касније показала снимак продуцентима Залеђеног краљевства. Мензел је била изненађена кад су је позвали на аудицију за улогу Елсе и добила је улогу након читања сценарија наглас. У интервјуима је признала сличности између Елсе, њене тадашње улоге и Елфабе, њене претходне улоге. Наиме, рекла је да су обе веома моћне и веома погрешно схваћени појединци. Рекла је и да се саосећа са ликовима, јер је свој певачки талент крила од својих вршњака у школи. „Нисам желела никог отуђити”, објаснила је. „Ако би сви заједно у ауту певали Мадонину песму, нисам се придруживала јер се, кад смо млађи, бојимо истицања и показивања, а у ствари би требало да прихватимо те ствари које нас чине заиста јединственима.”
Редитељ Крис Бак веровао је да ће вокал Мензелове помоћи у представљању лика, говорећи: „Идина има осећај рањивости у гласу. Она игра врло снажан лик, али некога ко живи у страху — па нам је потребан неко ко би могао да тумачи обе стране лика, а Идина је била просто невероватна.” Мензел није навикла да ради на анимираним филмовима и да се од ње тражи да дочара осећања свог лика само својим гласом, иако јој то није било посебно изазовно. Током снимања, могла је да се „игра” својим гласом, покушавајући различите тонове како би утврдила распоне у Елсиним емоцијама. На пример, Мензел је желела да постоји разлика између начина на који је звучала када је била одважна и када је љута. Такође би физички ограничила кретање руку док је снимала прве сцене, како би пројектовала како се њен лик „толико бојао да се креће и осети било шта би изашло и нашкодило људима.”
Током продукције, Мензел и Џонатон Гроф, који тумачи Кристофа, отишли су у студио за анимацију да објасне аниматорима како прилазе својим ликовима. Аниматори су питали Мензелову о њеном певању, посматрајући како дише док пева уживо и направили су видео снимке њених снимања. Потом су анимирали Елсино дисање како би се поклапало са дисањем Мензелове, ради реализма. Њен глас је инспирисао најпознатију Елсину песму „Сад је крај”. Према композитору Роберту Лопезу, Мензелин вокални распон био је у стању да јасно пренесе Елину „ниску, рањиву, крхку страну” као и њену моћ и самосхватање. Мензел је прокоментарисала да је част имати ту песму и да је уживала снимајући је. „То је судар гомиле снага које се све заједно окупљају на прави начин”, објаснила је. „Лик, шта она пева и шта доживљава; прелеп текст, прелепа мелодија и помало ја.” Бак и Ли су такође били изненађени колико су компатибилни гласови Мензелове и Кристен Бел. У једном тренутку током читања за столом, отпевале су баладу, једна другој, са толико осећања да је наводно то све који су били присутни расплакало. Након тога, Ли је желела да Мензел и Бел буду у истој соби за време снимања важних емотивних сцена.

#### Међународни гласови
Када је филм објављен 2013. године, добио је 43 синхронизације широм света, а тој бројци су додате још 3 синхронизације током наредних година. Поред ових 46 званичних синхронизација које је радио Дизни, неке локалне ТВ станице и независни студији синхронизовали су филм на своје језике, стварајући незваничне синхронизације. Језици на којима је филм незванично синхронизован су: абхаски, албански, кабардински, карачајско-балкарски, персијски (4 различите синхронизације) и тагалог.
Главни изазов био је проналажење сопрана који су довољно слични топлом вокалном тону и распону гласа Мензелове у својим материњим језицима. Рик Демпси, виши извршни директор компаније Disney Character Voices International, оценио је процес као „изузетно изазован”, објаснивши, „Тешко је жонглерско дело добити праву намеру текстова који се такође ритмички поклапају сса музиком. А онда морате да се вратите и прилагодите то лип-синку! [То] ... захтева пуно стрпљења и прецизности.” Баш као и оригинални глас Идина Мензел, четири Елсине међународне гласовне глумице такође су играле улогу Елфабе у мјузиклу Злобна: Марија Лусија Росенберг (дански), Вилемијн Феркаик (холандски и немачки), Мона Мор (хебрејски) и Хиена Парк (корејски).
Холандска певачица и глумица Вилемијн Феркаик синхронизовала је Елсу и на холандском (говор и певање) и на немачком (само певање), шпанска певачица Хисела певала је и у кастиљанској и у каталонској синхронизацији, а певачке деонице француске певачице Анаис Делва из француске синхронизације коришћене су и у канадској синхронизацији. Анаис Делва (француски) и Јелена Гавриловић (српски) првобитно су биле на аудицији за улогу Ане, али су на крају позване да синхронизују Елсу.
Серена Аутијери, као и цела италијанска синхронизација филма, награђена је за најбољу синхронизацију.
Иако не постоје синхронизације првог филма на севернолапонском, тамилском и телугу језику, наставак „Залеђено краљевство 2” је синхронизован. Севернолапонска синхронизација најављена као специјална синхронизација урађена јер је други филм инспирисан лапонском културом.
| Елсини међународни гласови   | Елсини међународни гласови        | Елсини међународни гласови        |
| Језик                        | Залеђено краљевство               | Залеђено краљевство 2             |
| ---------------------------- | --------------------------------- | --------------------------------- |
| Арапски                      | Несма Махгоуб                     |                                   |
| Бугарски                     | Надежда Панајотова                | Надежда Панајотова                |
| Кантонски                    | Кити Вонг (дијалози)              | Кити Вонг (дијалози)              |
| Кантонски                    | Јобел Убалде (песме)              | Софи Вонг (песме)                 |
| Каталонски                   | Мар Николас (песме)               | Мар Николас (песме)               |
| Каталонски                   | Гисела (singing)                  |                                   |
| Хрватски                     | Кристина Крепела (дијалози)       | Кристина Крепела (дијалози)       |
| Хрватски                     | Наташа Мирковић (песме)           |                                   |
| Чешки                        | Андреа Елснерова (дијалози)       | Андреа Елснерова (дијалози)       |
| Чешки                        | Моника Абсолонова (singing)       |                                   |
| Дански                       | Марија Лусија Росенберг           | Марија Лусија Росенберг           |
| Холандски                    | Вилемијн Феркаик                  | Вилемијн Феркаик                  |
| Енглески                     | Идина Мензел                      | Идина Мензел                      |
| Естонски                     | Хана-Лина Воса                    |                                   |
| Фински                       | Катја Сиркија                     | Катја Сиркија                     |
| Фламански                    | Елке Бујле                        | Елке Бујле                        |
| Француски (Канада)           | Орели Морган (дијалози)           | Орели Морган (дијалози)           |
| Француски (Канада)           | Анаис Делва (песме)               | Шарлот Хервије (песме)            |
| Француски (Европа)           | Анаис Делва                       | Шарлот Хервије                    |
| Немачки                      | Дина Куртен (дијалози)            | Дина Куртен (дијалози)            |
| Немачки                      | Вилемијн Феркаик (песме)          |                                   |
| Грчки                        | Сија Коскина                      | Сија Коскина                      |
| Хебрејски                    | Мона Мор                          | Мона Мор                          |
| Хинди                        | Суниди Чаухан                     | Пријанка Чопра (дијалози)         |
| Хинди                        | Суниди Чаухан                     | Суниди Чаухан (песме)             |
| Мађарски                     | Река Фарказаси (дијалози)         | Река Фарказаси (дијалози)         |
| Мађарски                     | Николет Фуреди (песме)            |                                   |
| Исландски                    | Агуста Ева Ерленсдотир            | Агуста Ева Ерленсдотир            |
| Индонежански                 | Лиз Курнијаси (дијалози)          | Није синхронизовано               |
| Индонежански                 | Мика Шерли Марпаунг (песме)       | Није синхронизовано               |
| Италијански                  | Серена Аутијери                   | Серена Аутијери                   |
| Јапански                     | Такако Мацу                       | Такако Мацу                       |
| Казашки                      | Аинур Бермухамбетова              | Бегимнур Халила (speaking)        |
| Казашки                      | Аинур Бермухамбетова              | Гулсум Мирзабекова (singing)      |
| Корејски                     | Ан-Со Јен (дијалози)              | Ан-Со Јен (дијалози)              |
| Корејски                     | Хијена Парк (песме)               |                                   |
| Летонски                     | Јоланта Штрикајт                  |                                   |
| Литвански                    | Гирмант Вајткут                   |                                   |
| Малајски                     | Марша Милан Лондо                 |                                   |
| Мандарински кинески (Кина)   | Зу Шуај (дијалози)                |                                   |
| Мандарински кинески (Кина)   | Јалане Ху (singing)               |                                   |
| Мандарински кинески (Тајван) | Лиу Ша-Јун (дијалози)             | Лиу Ша-Јун (дијалози)             |
| Мандарински кинески (Тајван) | Шенио Лин (дијалози)              | Ча Јонг-Чун (песме)               |
| Норвешки                     | Лиса Сток                         | Лиса Сток                         |
| Пољски                       | Лидија Садова (дијалози)          | Лидија Садова (дијалози)          |
| Пољски                       | Катарина Ласка (песме)            |                                   |
| Португалски (Бразил)         | Тарин Спилман                     | Тарин Спилман                     |
| Португалски (Европа)         | Марија Камоес (дијалози)          | Марија Камоес (дијалози)          |
| Португалски (Европа)         | Ана Маргарида Енкарначао (песме)  |                                   |
| Румунски                     | Адина Лукасију (дијалози)         |                                   |
| Румунски                     | Далма Ковач (песме)               |                                   |
| Руски                        | Ана Бутурлина                     | Ана Бутурлина                     |
| Севернолапонски              | Није синхронизовано               | Маријана Пента                    |
| Српски                       | Јелена Гавриловић                 | Јелена Гавриловић                 |
| Словачки                     | Андреа Соморовска                 | Андреа Соморовска                 |
| Словеначки                   | Аленка Козолц Грегурић (дијалози) | Аленка Козолц Грегурић (дијалози) |
| Словеначки                   | Нушка Драшчек Ројко (песме)       |                                   |
| Шпански (Европа)             | Ана Естер Алборг (дијалози)       | Ана Естер Алборг (дијалози)       |
| Шпански (Европа)             | Гисела (песма)                    |                                   |
| Шпански (Јужна Америка)      | Кармен Сараји                     | Кармен Сараји                     |
| Шведски                      | Аника Херлиц                      | Аника Херлиц                      |
| Тамилски                     | Није синхронизовано               | Шрути Хасан                       |
| Телугу                       | Није синхронизовано               | Нитија Менен (дијалози)           |
| Телугу                       | Није синхронизовано               | Рамја Бехара (песме)              |
| Тајски                       | Викајен Перклин                   | Викајен Перклин                   |
| Турски                       | Бегум Гунселер                    | Бегум Гунселер                    |
| Украјински                   | Алина Проценко (дијалози)         |                                   |
| Украјински                   | Шанис (песме)                     |                                   |
| Вијетнамски                  | Ђоан Кан Ај (дијалози)            | Тиеу Чау Ну Кун                   |
| Вијетнамски                  | Дуонг Хоанг Јен (песме)           | Тиеу Чау Ну Кун                   |

### Дизајн и карактеризација
Након одабирања Идине Мензел, Елсина карактеризација претрпела је неколико измена. Према Мензеловој, првобитно је била написана као једнодимензионални антагонист, али је постепено прерађена као рањивија, вишеструка фигура. Мензел је даље свој лик описала као „изузетно компликован и погрешно схваћен.” Редитељка Џенифер Ли изјавила је да је Елса током филма углавном вођена страхом, док је Мензел додала да се такође бори са својим потенцијалом да буде „снажна, моћна, невероватна жена.” Извршни продуцент и аниматор Џон Ласетер постао је веома „заштитнички настројен ка Елси” и био је непоколебљив око представљања ње у допадљивијем, симпатичнијем светлу. Џенифер Ли изјавила је на Твитеру да су Елсини говор тела и манири „намерно показивали анксиозност и депресију.” У јулу 2013. године Дизни је објавио слике главних ликова филма заједно са описима њихових улога у причи. Елса је добила следећи опис:
Споља, Елса изгледа сталожено, краљевски и резервисано, али у стварности, живи у страху док се бори са моћном тајном — рођена је са моћи да ствара лед и снег. То је прелепа способност, али и изузетно опасна. Прогањана тренутком када је њена магија замало убила њену млађу сестру Ану, Елса се изоловала, трошећи сваки будни минут покушавајући да сузбије своје све јаче моћи. Њене горуће емоције покрећу чари, случајно покрећући вечну зиму коју не може зауставити. Она се плаши да ће постати чудовиште и да јој нико, чак ни сестра, не може помоћи.
Елсин надзорни аниматор био је Вејн Антен, који је тражио ту улогу јер га је фасцинирала њена сложеност. Антен је пажљиво развио Елсине изразе лица како би изнео њен страх као контраст Аниној неустрашивости. За свој рад на дизајнирању и анимирању Елсе, Антен и три друга запосленика Дизни анимације касније су освојили награду за најбољи анимирани лик у анимираном дугометражном филму на додели награда Друштва за визуелне ефекте 2013. године. FX технички директор Јо Ја-хјун радио је годину и по дана на стварању Елсиних специјалних ефеката леда, укључујући ефекте везане за њену хаљину.
Продуценти су сцену у којој Елса пева „Сад је крај” идентификовали као средишњу тачку у развоју лика. Сцена приказује њен избор да се „ослободи” страха од коришћења својих моћи. Надзорник дизајна лика, Бил Шваб, рекао је: „Пре Сад је крај, Елса је стварно закопчана, коса јој је подигнута — све је савршено. Током песме она себи даје дозволу да буде оно што јесте и све се мења — њена коса је више дивља, хаљина јој је чаробна. Напокон је слободна — чак и ако је сама.” Аниматори су дизајнирали Елсу да одражава њену метаморфозу. У почетку се приказује првенствено у рестриктивним и ограниченим оделима. Мензел је рекла да, након што је прихватила своје способности, Елсин изглед постаје „врло вамп”, настављајући: „Она је прилично секси за Дизни, морам рећи — мало су гурнули границе тамо! Али постоји сјај у њеном оку и ход супермодела који иде уз то и, за мене, било је забавно бити плавуша јер нисам то у стварном животу.” У интервјуу из јануара 2014, са Џоном Оугустом и Алин Брош Макеном, Џенифер Ли је открила да је Џон Ласетер лично помогао у концептуализацији Елсине физичке трансформације: „Моја најдража ствар у вези с тим ... је што је стварни модел кад се радило био Џон Ласетер ... он је био велика помоћ у разговору о томе како преведемо то емоционално путовање ... с анимацијом ... устао је и рекао је .... "Коса јој оде, она се трансформише, она се шепури" и то је урадио. Одглумио је то.”
Сцена је такође била битна тачка у развоју Елсиног лика и првобитно је планирано да прикаже како постаје зла. Роберт Лопез, који је песму компоновао са својом супругом Кристен Андерсон-Лопез, објаснио је: „Елса је желела да оде од те савршене принцезе која је цео живот покушавала да обузда своју личност, говорећи: "Јеби се. Бићу своја."” Хтели су да искористе песму као начин да боље разумеју лик и како би изгледала да више не живи у страху, што је на крају резултирало тиме да постане много сложенија. Коначни текст и Идинина „способност да буде тако крхка и рањива, а затим провали у моћни глас” променили су радњу и довели до тога да је Елса прерађена као „добар” лик. Она у почетку покушава да сузбије своје моћи да не би повредила друге, нарочито Ану, а када више није у могућству да то ради, протера себе из краљевства да би заштитила оне око себе. Главни писац Пол Бригс рекао је да је Анина подршка оно што је Елси највише потребно када је њена тајна откривена. „Снага породичне везе је оно што ову причу чини тако моћном”, објаснио је, „јер је њена сестра која је спремна да погледа изван њених моћи и стане између ње и света ако је то потребно.”
Елсин изглед морао је да буде редизајниран после преласка од антагонисте ка протагонисти. Првобитно је цртана у стилу сличном осталим Дизнијевим зликовцима, са плавом кожом и шиљастом црном косом. Неколико месеци након изласка филма, уметница за визуелни развој Клер Кин објавила је рани концептни цртеж Елсе који је рађен по узору на певачицу Ејми Вајнхаус. У то време била је замишљена као да има плаву, старомодну фризуру, као и „дубок, душеван глас и драматичне промене расположења.” Ласетер је наводно утицао на стварање знатно мекшег коначног изгледа лика, посебно када је реч о њеној врло бујној платинасто плавој коси, коју су аниматори тешко дизајнирали. Уметнички директор Мајкл Ђамо рекао је да иако је предложен низ стратегија за косу Елсе, Ласетер је гурао аниматорски тим да настави са побољшањима рекавши: „То није довољно аспиративно. Желимо да се људи осећају као да је ова коса прелепа изјава.” Током истраживачког путовања, продуценти су открили да у Норвешкој доста жена носи плетенице. Затим су ангажовали стилисту из Њујорка по имену Данило који је помогао при стварању стила који ће одражавати то, док је још и „мало другачији.” Нови анимацијски програм назван Тоник осмишљен је да помогне у задатку, а коса лика на крају је захтевала 420 000 CGI нити. Супротно томе, Ана је добила отприлике 140 000 длака, а Златокоса само 27 000 CGI нити за косу.
Почетком 2018. године, објављене су дискусије у Дизни студијима које су се усредсређивале на Елсин могући развој као лезбијке у филму „Залеђено краљевство 2”.

#### Способности
Пошто је Елса представљена као мало дете на почетку филма, аниматори су желели да на први поглед истакну њене моћи како би одражавале њено невино стање ума у то време. Због тога, њене прве пахуљице су имале једноставан дизајн. Њени снежни и ледени узроци касније постају сложенији када је одрасла. Супервизор ко-ефеката Марлон Вест рекао је: „Када се Елса коначно ослободи и стварно почне да поседује своје криокинетичке способности, желели смо да лед и снег који она направи пређе идеју да је Елса сада одрастала и постала тако прелепа, елегантна, самоуверена и моћна млада жена.”
Њен ледени дворац, који ствара док пева „Сад је крај”, осмишљен је да илуструје сазревање њених моћи, као и да буде „манифестација њених осећања према свету.” Палата је у почетку прелепа, међутим, након што је постала свесна уништења које је ненамерно проузроковала и како је све више и више кажњавају и прогоне други, постаје тамнија и искривљенија, а на зидовима се формирају назубљене леденице. Дизајнерски тим филма није био сигуран како би требало да изгледа дворац, па су нацртали дизајне за разне ледене дворце испуњене снегом. Ласетер је предложио да се структура и обрасци заснивају на пахуљицама. На пример, огромна пахуљица би служила као основа, а палата би била у облику шестоугла. Ласетер је такође желео да узорци пахуљица утичу на начин на који Елса ствара палату. „Пахуљице су ти мали кристали леда који се формирају у ваздуху. А када дође до промена у температури и влажности, ове пахуље почињу да расту у образац који је познат као гранање и оплата”, рекао је супервизор ко-ефеката Дејл Маједа. „Ласетер је рекао: "Знате, када Елса гради своју ледену палату, било би тако невероватно када би — сваки корак на овом путу док се дворац формира из танког ваздуха — био само гранање и позлаћивање све време."”
Педесет аниматора радило је на сцени у којој је дворац изграђен, а једном кадру је било потребно 30 сати да се рендерише. Касније су проширили сличне технике за Елсину одећу. Док су традиционални норвешки цветни мотиви првобитно били инспирација за њену одећу у филму, њена ледена хаљина је дизајнирана на сличан начин као и њена палата, са снажним утицајем пахуљица на стил. Сам њен огртач је велика снежна пахуља.

## Појављивања

### Залеђено краљевство
Елса, принцеза Арендела и наследница трона, рођена је са способношћу да ствара и контролише лед и снег. Као дете, она користи своје способности да направи зимску земљу чудеса, да се игра са својом млађом сестром и најбољом другарицом, принцезом Аном. Једне ноћи, Елса је случајно нашкодила Ани својим моћима. Краљ и краљица Арендела журно су одвели Ану код планинских тролова да је излече. Док лече Ану, тролови обавештавају краљевску породицу да ће Елсине моћи расти, чинећи прелепе, али и веома опасне ствари, тако да мора научити да их контролише. Док тролови бришу Анине успомене на инцидент и моћи њене старије сестре уопште, Елса је трауматизована догађајем. Краљ и краљица предузимају мере да контролишу и сакрију Елсине моћи: капије замка су затворене, Елса је затворена у својој спаваћој соби све време, добила је рукавице ради сузбијања њених моћи и речено јој је и да задржава своје емоције. Ипак, њене моћи настављају да јачају и зато се плаши да ће повредити оне до којих јој је највише стало. У међувремену, њена сестра Ана је несрећна и збуњена губитком контакта са својом старијом сестром и покушава, безуспешно, да је наговори да изађе из своје собе. Када сестре постану тинејџерке, брод у којем краљ и краљица плове је преврнут у олуји и они се утапају, остављајући Ану и Елсу да се осећају још усамљеније.
Прошле су три године, а Елса, сада старија, формално ће наследити свог оца као монарха Арендела. Иако се боји отварања дворца великој гомили људи, њено крунисање пролази релативно мирно. Међутим, на пријему, Ана тражи Елсин благослов да се уда за принца Ханса са јужних острва, којег је срела раније тог дана. Елса одбија да им да благослов, јер је он неко кога она једва познаје, што је изазвало свађу између сестара. Узнемирена Елса случајно открива своју моћ. Након ужаса гостију и њених поданика, оптужена је за вештичарење и названа је чудовиштем од стране кнеза од Вашарграда, Елса бежи из замка и повлачи се у ледене планине. Током тога, њена осећања изазивају вечну зиму у Аренделу. Док је тамо, она одлучује да коначно прихвати све своје моћи и изгради огромну ледену палату у којој верује да може слободно живети без страха да ће повредити људе. Она такође обнавља Снешка Белића из детињства, Олафа и несвесно га оживи.
Ана, одлучна да пронађе Елсу и врати је, путује кроз планине, сусрећући Олафа и планинског човека по имену Кристоф. Они стижу до ледене палате, где Ана покушава да убеди Елсу да се врати кући и поправи њихов однос. Када Елса на крају одбије (због сећања на повређивање Ане у детињству), Ана јој говори о стању у којем је оставила Арендел и све њихове људе. Ужаснута чињеницом да не зна како да прекине вечну зиму, Елса се слама и случајно избаци ледени зрак који погађа Ану у срце. Сада још више ужаснута јер је повредила своју сестру и људе својом моћи, Елса је избацила Ану, Кристофа и Олафа тако што је створила гигантско снежно створење ког Олаф назива Маршмелоу, што је симбол њене жеље да буде сама тако да буде у стању да користи своје моћи без могућности да некога повреди. Након тога, њен ледени дворац очигледно постаје тамнији и гротескнији, одражавајући њене муке и поновне страхове. У међувремену, Ана постаје све слабија и Кристоф је враћа натраг троловима, који им говоре да је само чин праве љубави може спасити од замрзавања.
Ханс и група војника нападају Елсину ледену палату. Елса се бори против два војника кнеза од Вашарграда који покушавају да је убију. Ханс је убеђује да их поштеди, како би доказала да није чудовиште. Међутим, она је онесвешћена и одведена у тамницу дворца у Аренделу. Ханс је посећује и позива је да прекине вечну зиму. Елса признаје да не зна како да то уради. Након што он оде, она се ослобађа ланаца тако што их је смрзнула и побегла из ћелије, иако њен страх изазива масовну снежну мећаву. Све слабија Ана се враћа у дворац, верујући да ће Хансов пољубац бити чин праве љубави који ће је спасити. Уместо тога, он је обавештава да је његова просидба била први корак завере да ступи на трон Арендела. Ханс је закључава у собу да умре и говори народу како ју је Елса убила. Стицајем околности, Олаф проналази Ану и успева да је спаси. Он јој говори да је Кристоф заљубљен у њу и они схватају да ће је његов пољубац спасити. Они журе да га пронађу. Ханс се суочава са Елсом и говори јој да је убила Ану. Урушена, Елса се сруши на земљу и мећава се изненада заустави. Ханс јој прилази и замахује мачем да би је убио. Ана, која трчи према Кристофу види ово, скреће према Елси и својим последњим атомом снаге блокира Хансов напад, смрзнувши се.
Елса прилати залеђеној Ани и грли је плачући. Неколико тренутака касније, Ана почиње да се одмрзава, јер је њен избор да спасе сестру, а не себе, био неопходан чин истинске љубави. Елса схвата да је љубав кључ за контролисање њених моћи и окончава вечну зиму. Лето се враћа у Арендел, а Елса се враћа трон и може да безбедно користи и контролише своје моћи, док је пријатељство сестара обновљено. Такође је протерала Ханса у своју земљу и прекинула сарадњу Арендела са Вашарградом, због понашања кнеза према њој.

### Грозница залеђеног краљевства
Скоро годину дана након догађаја из првог филма, Елса покушава да Анин 19. рођендан буде што је могуће савршенији како би надокнадила године које су провеле одвојено. Да би то урадила, она у великој мери ради са Кристофом и Олафом да би то остварила. Након што се уверила да је њена журка изненађења у дворишту палате спремна, оставља Кристафа на челу док она одлази по Ану. Међутим, Елса закачи прехладу док води Ану у потрагу за благом како би пронашла све поклоне које јој је спремила. Не схватајући то, свако њено кијање ствара и мале Снешке Белиће, који раде невоље Кристофу и Олафу. Ана примећује да се Елсина прехлада погоршава, она узалуд покушава да натера Елсу да престане да се премара. Нажалост, Елсина прехлада је узроковала да се јако умори и да се понаша наизглед пијано и готово пада са торња Арендела, али Ана је спашава. Када је коначно признала Ани да је заиста болесна након претходног инцидента, допустила је Ани да је отпрати до куће, осећајући се да је све упропастила. Међутим, када уђу у двориште Ана угледа журку коју су припремили Кристоф, Олаф, Елса и мали Снешки Белићи и одушевљава се. Кратки филм се завршава тако што се Елса извињава Ани што јој је упропастила рођендан, али Ана јој каже да јој је приредила најбољи рођендан тако што јој је дозволила да се брине о њој.

### Празник с Олафом
Елса се појавила у 21-минутном празничном филму заједно са Аном, Кристофом, Свеном и Олафом, који је у биоскопима дебитовао у ограниченом времену приказивања пре Дизни·Пиксар филма „Коко” 22. новембра 2017. године Телевизијску премијеру је имао 14. децембра 2017. на каналу Еј-Би-Си.
Елса и Ана организују прву прославу божићних празника у Аренделеу откако је Елса отворила капије. Када становници неочекивано рано одлазе да уживају у својим празничним обичајима, сестре схватају да немају своју породичну традицију за Божић. Елса се жали на чињеницу да је због тога што је већину свог живота била изолована, она и Ана нису могле да проведу време заједно. Олаф одлучује да им потражи традицију уз Свенову помоћ.
Пролазећи кроз град, Олаф се сусреће са разним породичним традицијама које се односе на Божић, Хануку и Зимску краткодневницу. Након посете Окену, Олаф, Свен и њихове санке пуне различитих традиција путују кроз снежну тундру, али угаљ који им је Окен дао запали санке. Они се спуштају низ брдо, а Олаф и Свен завршавају раздвојени. Сада само са воћним колачем, Олаф покушава путовати шумом, али прогањају га вукови.
У међувремену, Ана и Елса откривају неке заборављене предмете на свом тавану где проналазе ствари из своје прошлости. Свен се враћа Кристофу и обавештава њега, Ану и Елсу о Олафу. Они окупљају становнике Арендела да потраже Олафа. Иначе, Олаф успева да побегне од вукова, али губи воћни колач када га соко однесе и одустаје код дрвета недалеко од краљевства. Ана и Елса га проналазе и развеселе га откривајући да оне заправо имају традицију: након што се Елса затворила, Ана је почела да сваке године гура карте и лутке Олафа испод њених врата. Док сви славе празнике, сокол баца воћни колач на Олафа. По повратку воћног колача, Олаф проглашава да је то Божићно чудо.

### Ралф растура интернет
Елса, Ана и Вајана се заједно са Дизнијевим принцезама појављују у филму „Ралф растура интернет”. У једној сцени, Венелопа фон Швиц је случајно упала у собу за принцезе, где се Елса и друге принцезе окупљају. Након панике, окружују Венелопу и питају је зашто је ту. Након што сазнају да је Венелопа принцеза, Елса је пита „(Да ли имаш) Магичне руке?” док ствара лед испред себе. На врхунцу филма, Елса и принцезе примећују да Ралф пада са солитера и окупљају се како би га спасиле, користећи своје индивидуалне способности за то. Вајана позива океан, у који Аријел ускаче и ствара спиралу својим пливањем. Јасмин и Елса лете према врху на чаробном ћилиму, са ког се могу придружити Аријел. Елса тада користи своје моћи да створи ледени тобоган за Ралфа. Након што је Ралф спашен, принцезе му се представљају као Венелопине пријатељице, а Елса додаје да је сваки Венелопин пријатељ и њихов пријатељ.

### Остало

#### Роба
Децембра 2013. године, Дизни је почео да издаје „Магичне музичке Ана и Елса лутке”, које су пуштале њихове препознатљиве песме из филма. Бројне друге лутке Елсе су издате, укључујући модне комплете за лутке, мини лутке, плишане лутке и лутке Елсе као детета. Направљени су дечји костими по узору на Елсину ледену хаљину заједно са рукавицама сличним онима које она носи у филму. Заједно са Аном, Елса се налази на бројном посуђу, као што су тањири и шоље. Остала роба инспирисана Елсом укључује кофере, спаваћице и кућни декор. Осим тога, поједностављене верзије филма прилагођене су у дечје књиге. Елса и Ана се обе појављују као ликови којима се може играти у видео-игри Дизни бескрај.
Почетком 2014. године, већина робе Залеђено краљевство, укључујући лутке и хаљине, била је распродата скоро свуда, укључујући Дизнијеве продавнице и тематске паркове. Почетком новембра 2014. године, Дизни је објавио да је продао више од три милиона костима само у Северној Америци, од којих је Елса била најпродаванији костим свих времена.

#### Косплеј
Елса је постала веома популарна у косплејинг заједници. Косплејерка Ана Фејт је позната по косплејингу Елсе на добротворним догађајима, комик-коновима и другим догађајима.

#### Некада давно
Елса се појављује на крају треће сезоне Еј-Би-Сијеве фантастичне драмске серије „Некада давно”, ословођена из урне у којој је била затворена. У четвртој сезони, она обликује ледени зид који затвара град и сазнаје да има тетку Ингрид за коју није знала да постоји, а која има исте ледене моћи као и она. Она је за Емину и Килијанову везу. Глумила ју је Џорџина Хејг.

#### Бродвејски мјузикл
Кејси Ливај је првобитно тумачила лик Елсе у Бродвејском мјузиклу, који је имао премијеру у марту 2018. године. Бродвејска адаптација укључује и неколико оригиналних песама, као што су „Опасно је сањати” и „Чудовиште”.

## Пријем

### Критички коментари
Лик Елсе је широко хваљен од стране критичара за њену вишеструку, еволуирајућу личност. Мет Голдбег коментирао је да је "невероватно симпатичан лик", док је Дипањџана Пел из првог Пост-а (Индија) похвалио одлуку да је поново напише као протагонисту и рекао: "Елса није зла, мрачна визија уврнуте и отровне визије. То је млада жена у тешким околностима, уплашена, покушава да схвати своје способности и оптерећена очекивањима и конвенцијама, лако је саосећати са њом и дивити јој се када гради спектакуларну палату у планинама. Поред ње, Ана је дете које треба да одрасте  у току филма, а Џејмс Крут, упоредио је своје "понижење и изгнанство" са Симбом у Краљу  лавова. Критичар Чит Шит, рекао је да су сцене које приказују Елсу стицање самопоуздања и индивидуалности, пружиле "узбудљиву поруку за младе дјевојке које траже нови модел принцезе". Менталне патње и необуздане моћи дефинишу савремени феминизам. Елса представља безграничан женски дух - јак и грациозан, са моћи да промени свет.
Неколико критичара је коментарисало да је Елса занимљивија од Ане, Фрозеновог главног протагониста. Писац Фред Хусон описао је Елсу као "невероватан  карактер са јединственим и занимљивим проблемом због моћи коју је поседовала" и изразио мишљење да је Фрозен требало да се више фокусира на њу него на Ану. Самра Музлим из Д Екпрес Трибјун рекла  је да је њено присуство држало гледаоце "присутним" током читавог филма, објашњавајући, "Њен карактер је сложен и саосећајан  и заслужује да се још више истражи. Уместо тога, прича се врти око односа две сестре, Ане која је типична, живахна, шармантна  Дизнијева јунакиња, и њене љубавне пробе - уместо заводљиве Елсе.

Лик није био лишен критике. Шалот Селвн дала је негативну оцену о Елси, рекавши да она "подсећа на једног од оних крхких ментора. Гадиан није волела што су Елса и Ана биле нацртане са витким фигурама и великим очима, као што је типично за Дизнијеве принцезе. 

#### Сад је крај
Идина Мензел је такође похваљена за њено певање, а Ејмон Вомен из Сине Вју каже да се њен глас "позитивно уздиже у овим музичким баладама". Приказивачи су се често фокусирали на њену изведбу „Сад је крај”, коју је Марк Снетика описао као "невероватну химну ослобођења" у којој Елса одлучује да се више не боји својих моћи. Разни критичари су рекли да је Мензел била "моћна" током сцене;  Линда Банад из Звезде је коментарисала да Мензел "може разбити леденицу својим моћним гласом".

#### Похвала
У децембру 2013. године, Елса и Ана су номиноване за најбољу анимирану жену од стране Алајанс женских филмских новинара, а само је Ана освојила награду, неколико недеља касније. Елса је освојила све три награде из три номинације, Друштва визуелних ефеката 2013., укључујући и изванредан анимирани лик у анимираној филмској слици, изванредно креираном окружењу у анимираној филмској слици за своју ледену палату, и симулацијску анимацију у анимираном филму за њену мећаву.
Њена потписана песма, "Лет Ит Го", освојила је најбољу оригиналну песму на додели награда Академије.
Време је Елсу сврстало као најутицајнији фиктивни лик 2014. године.